# Utagawa Kuniyoshi
En aquest nom japonès, el cognom és Utagawa.

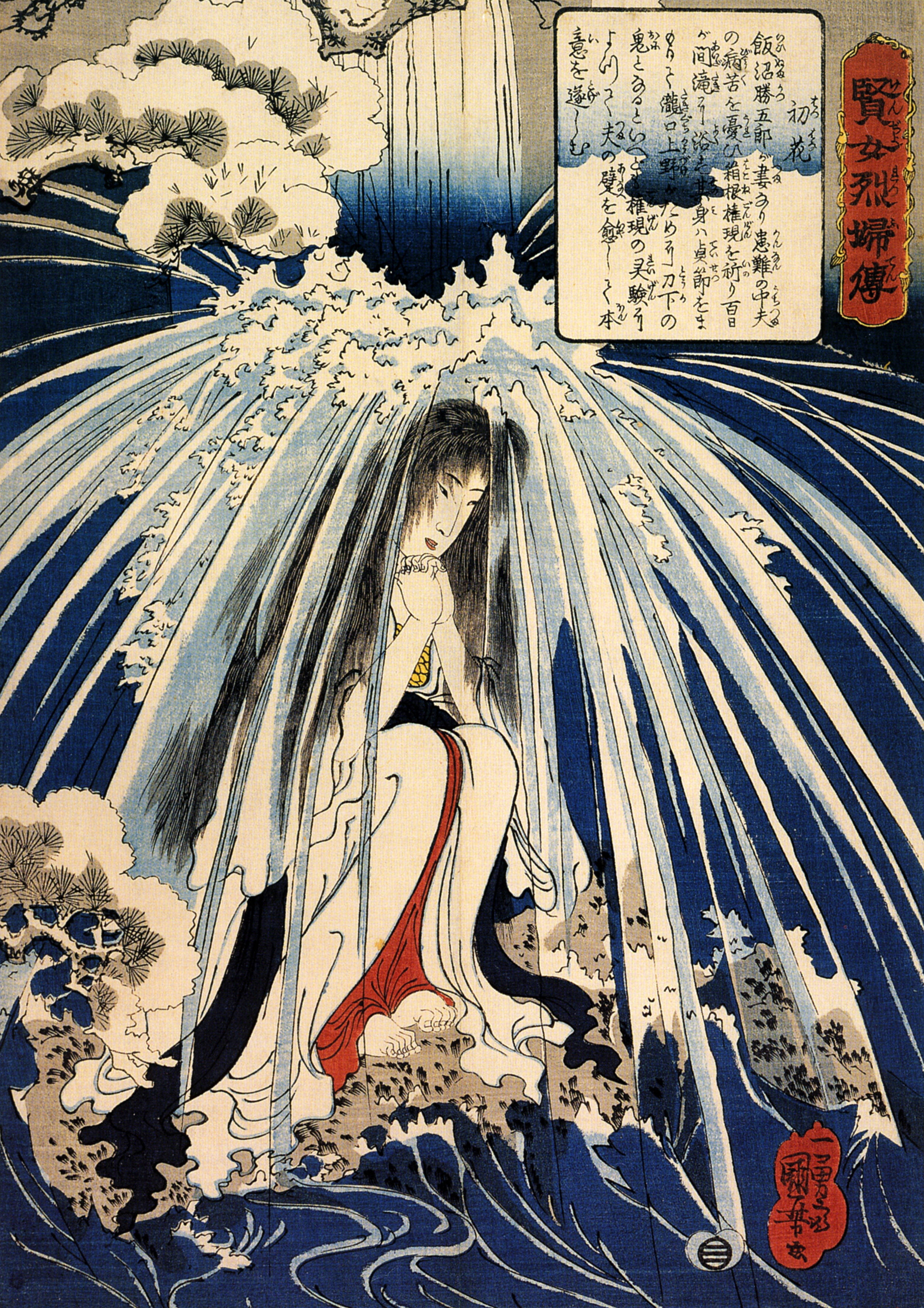
Hatsuhana fent penitència sota la cascada de Tonosawa

Utagawa Kuniyoshi (japonès: 歌川国芳) (ca. 1798 - 14 d'abril del 1861) va ser un dels últims grans mestres de la xilografia i la pintura de l'estil ukiyo-e japonès i se l'associa amb l'escola Utagawa.
El ventall dels temes preferits de Kuniyoshi incloïa molts gèneres: paisatges, dones boniques, actors kabuki, gats, i animals mítics. És conegut per les representacions de les batalles dels samurais i d'herois llegendaris. La seva obra tenia influències occidentals en la pintura de paisatges i en les caricatures.

## Vida
Va néixer cap al 1798, fill d'un tintorer de sedes, i el seu nom original era Yoshisaburō. Aparentment, ajudava al negoci del seu pare com a dissenyador d'estampats, i alguns han suggerit que aquesta experiència va influenciar el seu ric ús del color i dels estampats tèxtils als seus gravats. Es diu que, a l'edat de set o vuit anys, Kuniyoshi va quedar impressionat pels gravats ukiyo-e de guerrers i per les il·lustracions d'artesans i plebeus (tal com se'ls representava en els manuals dels artesans), i és possible que això influenciés els seus propis gravats posteriors.

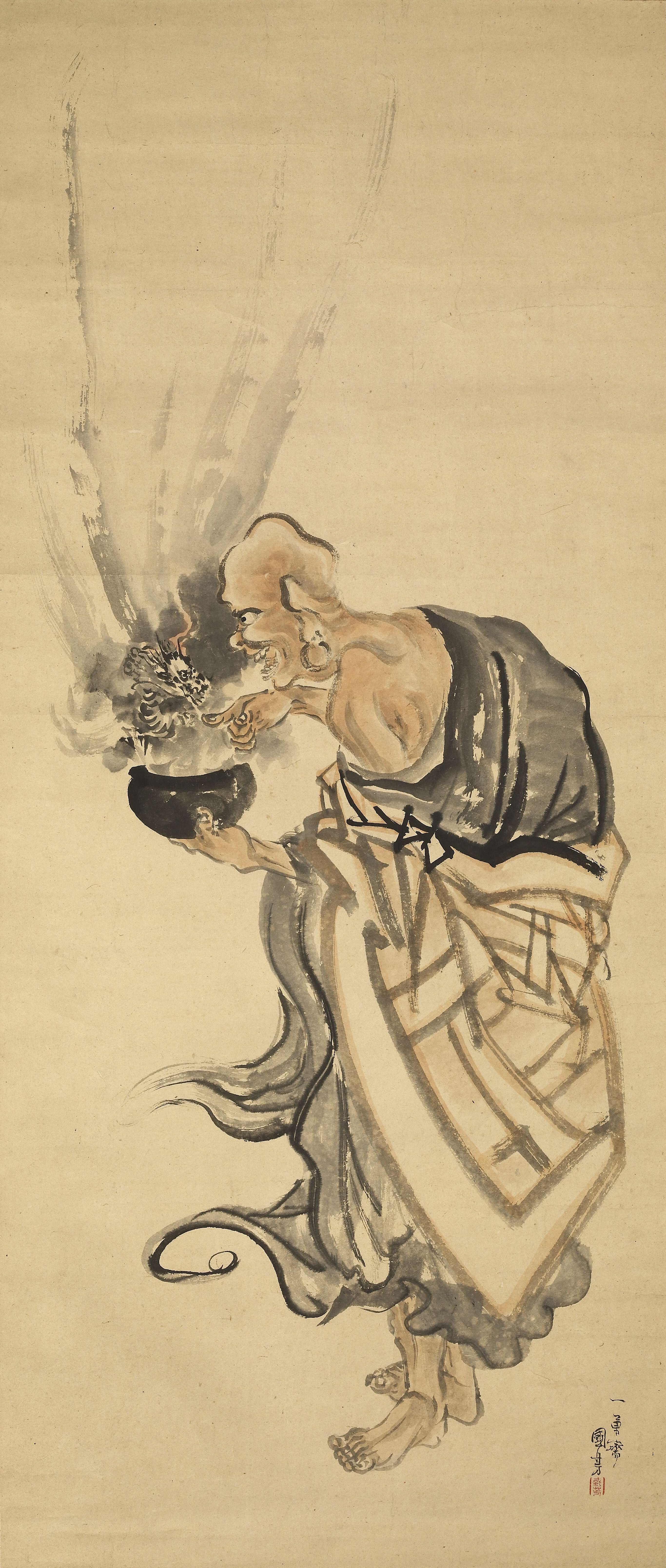
Una pintura de l'arhat Handaka, d'Utagawa Kuniyoshi (Museu Britànic)

Yoshisaburō va demostrar el seu talent com a dibuixant a l'edat de 12 anys i ràpidament va cridar l'atenció del famós mestre de gravats ukiyo-e Utagawa Toyokuni. Va ser admès oficialment a l'estudi de Toyokuni el 1811, i va arribar a ser un dels seus deixebles en cap. Va seguir com a aprenent fins al 1814, moment en què se li va donar el nom de "Kuniyoshi" i es va establir com a artista independent. Durant aquell any, va publicar la seva primera obra, les il·lustracions del kusazoshi gōkan Gobuji Chūshingura, una paròdia de la història original de Chūshingura. Entre 1815 i 1817, va crear un determinat nombre d'il·lustracions per a llibres i va imprimir els seus gravats autònoms a tot color d'actors kabuki i guerrers.
Tot i el seu prometedor debut, el jove Kuniyoshi no va aconseguir produir gaires obres entre 1818 i 1827, probablement per la manca d'encàrrecs dels editors i la competència d'altres artistes de l'escola Utagawa (Utagawa-ryū). Tanmateix, durant aquell temps, va produir quadres de dones boniques (bijinga) i va experimentar amb grans estampats tèxtils i els efectes clarobscurs de l'art occidental, tot i que els seus intents mostraven més imitació que no pas una comprensió real d'aquests principis.

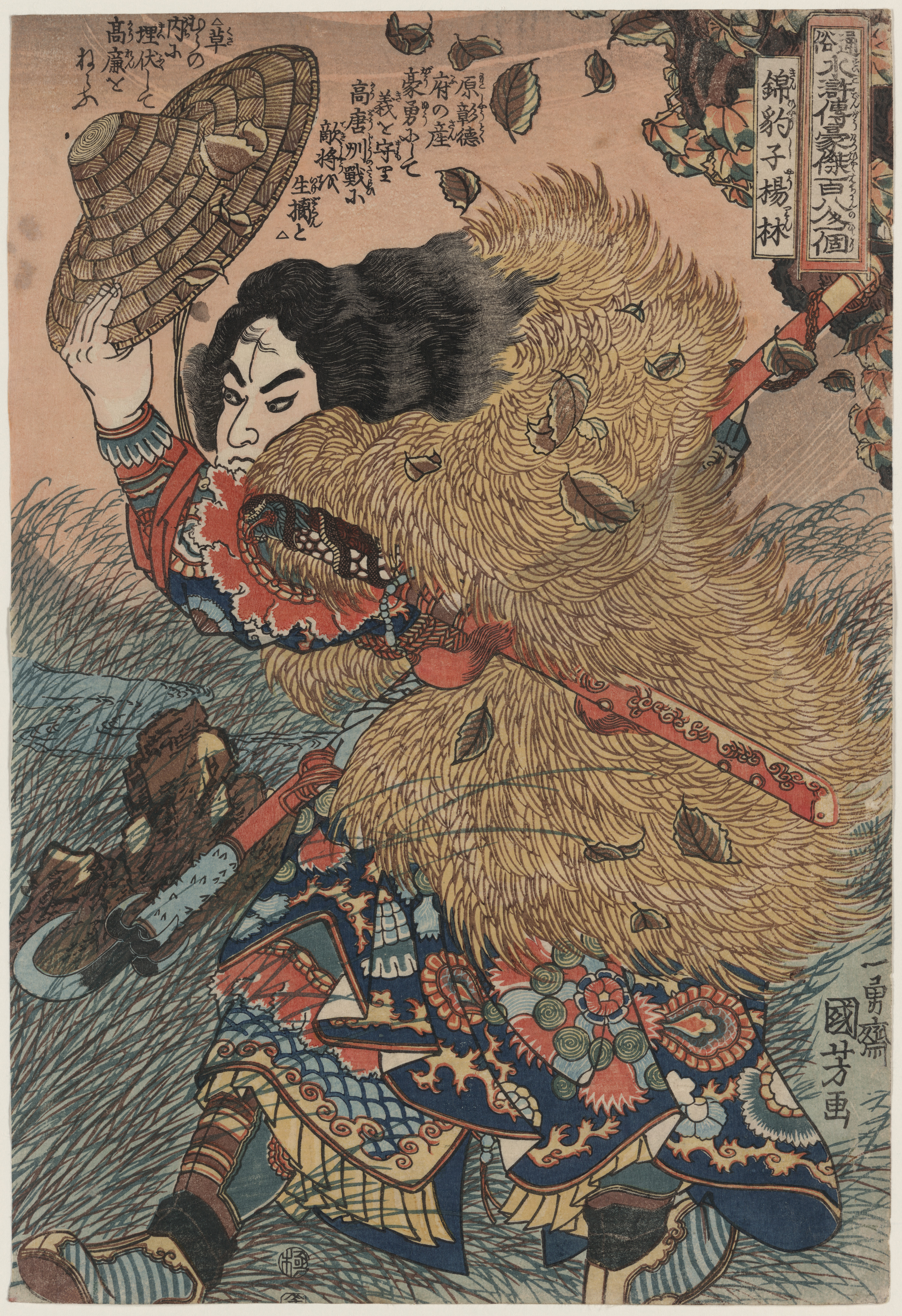
Kinhyōshi yōrin, de la sèrie de xilografies de Kuniyoshi que il·lustren els 108 herois del Suikoden

En un moment donat, la seva situació econòmica es va tornar desesperada i es va veure obligat a vendre estores de tatami usades. Una trobada fortuita amb el seu pròsper company deixeble Kunisada, amb qui se sentia (amb part de raó) superior en talent artístic, el va fer redoblar els seus esforços (però no es va crear una rancúnia persistent entre tots dos, que més endavant van col·laborar en un nombre de sèries).
Durant els 1820, Kuniyoshi va produir un nombre de tríptics heroics que mostren els primers senyals d'un estil individual. El 1827, va rebre el seu primer encàrrec important, per a la sèrie Cent vuit herois del popular Suikoden (Tūszoku Suikoden gōketsu hyakuhachinin no hitori), basada en el popularíssim conte xinès Shuihu zhuan (Marge d'aigua). En aquesta sèrie, Kuniyoshi il·lustrava herois individuals en fulls separats, dibuixant tatuatges en els herois, una novetat que aviat va influenciar la moda d'Edo. La sèrie Suikoden es va fer molt popular a Edo, i la demanda dels gravats de guerrers de Kuniyoshi va augmentar, i aconseguí la seva entrada en els principals cercles literaris i d'ukiyo-e.
Va seguir produint gravats de guerrers, traient molts dels seus temes de relats bèl·lics com ara el Relat dels Heike (Heike monogatari) i La pujada i la caiguda dels Minamoto i els Taira (Genpei seisuki). Els seus gravats de guerrers eren únics en el sentit que representaven figures populars llegendàries amb un accent especial en els somnis, les aparicions fantasmals, els presagis i les fetes superhumanes. Aquest tema està incrustat en les seves obres El fantasma de Taira Tomomori a la badia de Daimotsu (Taira Tomomori borei no zu) i el tríptic del 1839 El pont de Gojo (Gōjō no bashi no zu), en què aconsegueix invocar una eficaç sensació d'intensitat d'acció en la seva representació del combat entre Yoshitsune i Benkei. Aquests estils temàtics nous van satisfer l'interès del públic per tot allò espantós, excitant i estrambòtic que anava creixent durant aquella època.
Les reformes Tenpo del 1841–1843 pretenien alleugerir la crisi econòmica, controlant les exhibicions públiques de la luxúria i la riquesa, i es van prohibir oficialment les il·lustracions de cortesanes i actors en ukiyō-e. Això pot haver tingut alguna influència en la producció de Kuniyoshi de gravats de caricatures o pintures còmiques (giga-e), que es feien servir per a dissimular els actors i cortesanes reals. Moltes d'aquestes obres criticaven simbòlicament i humorística el shogunat (com ara el disseny del 1843 que mostra Minamoto Yorimitsu al llit, turmentat per l'Aranya de terra i els seus dimonis) i es van fer molt populars entre un públic cada cop més insatisfet políticament. Timothy Clark, cap de la secció japonesa del Museu Britànic, afirma que les convencions repressives del moment van tenir unes conseqüències inesperades. La limitació creada pel govern es va convertir en una mena de repte artístic que, de fet, va fomentar els recursos creatius de Kuniyoshi en forçar-lo a trobar maneres de dissimular la crítica al shogunat al·legòricament.
Durant la dècada anterior a les reformes, Kuniyoshi també va produir gravats de paisatges (fūkeiga), que van quedar fora dels límits de la censura i satisfeien la creixent popularitat dels viatges personals al Japó de finals del període Edo. D'entre aquests, cal destacar els Productes famosos de les províncies (Sankai meisan zukushi, c. 1828-30), en què hi va incorporar els gradients, la perspectiva i els pigments occidentals, i les Vistes famoses de la capital oriental a principis dels 1830, certament influenciades per les Trenta-sis vistes del mont Fuji (Fujaku sanjurokkei) d'Hokusai del 1831. Durant aquell temps, Kuniyoshi també va produir obres amb temes purament naturals, especialment d'animals, ocells i peixos que imitaven la pintura tradicional japonesa i xinesa.

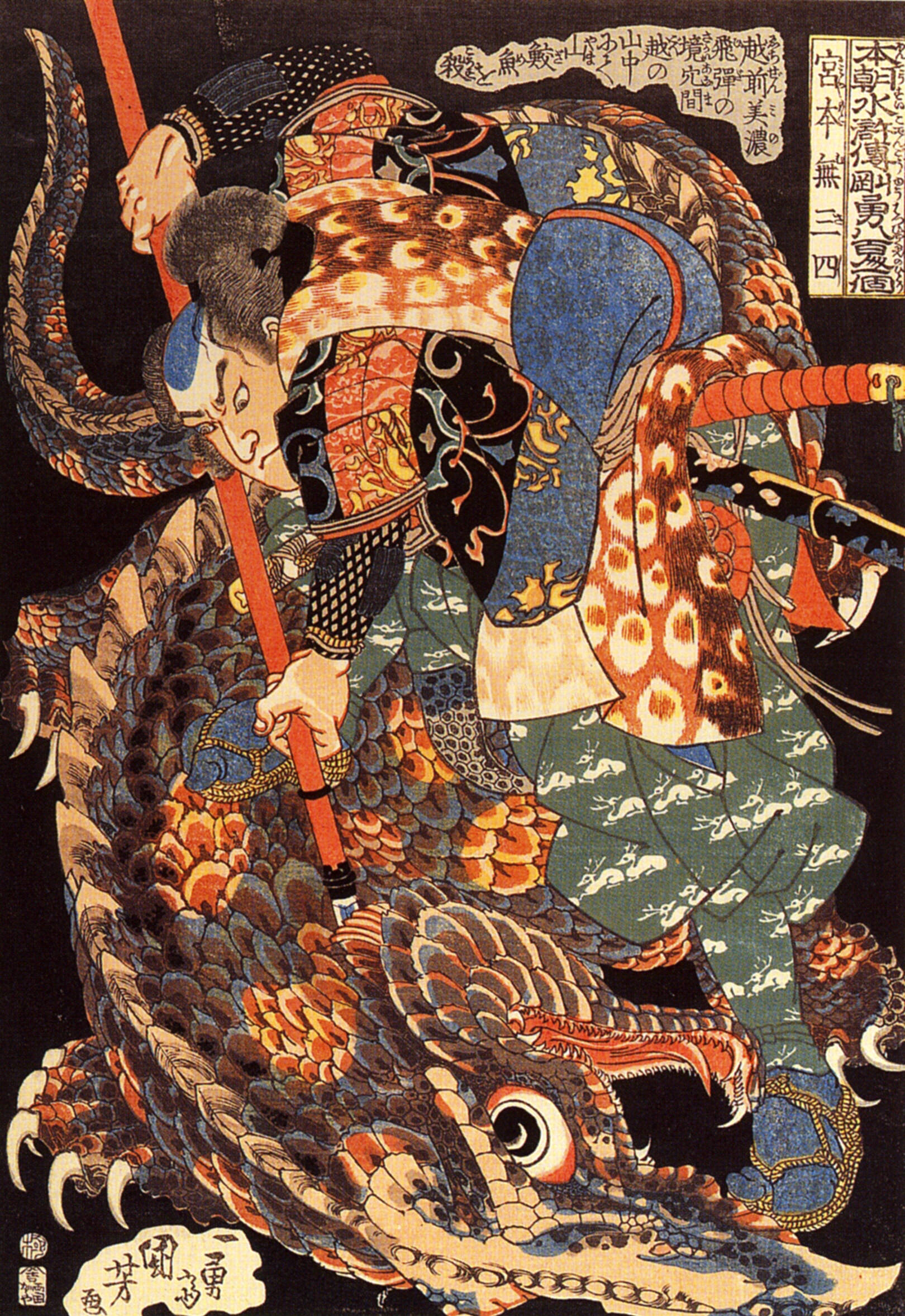
El famós ronin Miyamoto Musashi matant un nue gegant

A finals dels 1840, Kuniyoshi va tornar a començar a il·lustrar gravats d'actors, aquest cop eludint la censura (o simplement evocant la creativitat) amb retrats d'estil infantil d'actors kabuki famosos, el més notable dels quals és Guixant la paret del magatzem (Nitakaragurakabe no mudagaki). Aquí va tenir la pensada d'usar l'escriptura elemental típica d'un nen, escrita desendreçadament en kana al costat de les cares dels actors. Reflectint el seu amor pels felins, Kuniyoshi també va començar a usar gats en lloc d'humans en els gravats kabuki i satírics. També se sap que, en aquella època, va experimentar amb les composicions horitzontals, magnificant els elements visuals de la imatge per aconseguir un efecte espectacular i exagerat (p. ex., La filla de Masakado, la princesa Takiyasha, al vell palau Soma).
El 1856, Kuniyoshi va patir una paràlisi que li va dificultar molt el moviment dels membres. S'ha dit que, a partir d'aquest moment, les seves obres van ser considerablement més fluixes en l'ús de la línia i en la vitalitat en general. Abans de morir, el 1861, Kuniyoshi va poder ser testimoni de l'obertura de la ciutat portuària de Yokohama als estrangers, i el 1860 va produir dues obres que representaven occidentals a la ciutat. Va morir l'abril del 1861 a la seva casa de Genyadana.

## Deixebles
Kuniyoshi va ser un excel·lent professor i va tenir molts deixebles que van continuar la seva branca de l'escola Utagawa. D'entre els més destacats, hi havia Yoshitoshi, Yoshitora, Yoshiiku, Yoshitsuya i Yoshifuji. Normalment, els seus alumnes començaven l'aprenentatge treballant principalment en musha-e, en un estil similar al del seu mestre. A mesura que es van anar establint com a artistes independents, molts es van dedicar a desenvolupar els seus propis estils innovadors. El seu alumne més important va ser Yoshitoshi, a qui ara se'l considera l'últim gran mestre de la xilografia japonesa.

## Sèries de gravats
Llista parcial de les seves sèries de gravats, amb les dates:
- Biografia il·lustrada abreujada del fundador (c. 1831)
- Vistes famoses de la capital oriental (c. 1834)
- Herois del Suikoden del nostre país (c. 1836)
- Històries de dones prudents i virtuoses (c. 1841-1842)
- Cinquanta-tres paral·lels per al Tokaido (1843-1845) (amb Hiroshige i Toyokuni III)
- Vint-i-quatre paragons de pietat filial (1843-1846)
- Mirall dels vint-i-quatre parangons de pietat filial (1844-1846)
- Sis rius cristal·lins (1847-1848)
- Fidelitat en revenja (c. 1848)
- Vint-i-quatre parangons xinesos de pietat filial (c. 1848)
- Seixanta-nou estacions al llarg del Kisokaido (1852)
- Retrats de samurais d'autèntica lleialtat (1852)
- 24 generals de la província de Kai (1853)

## Galeria

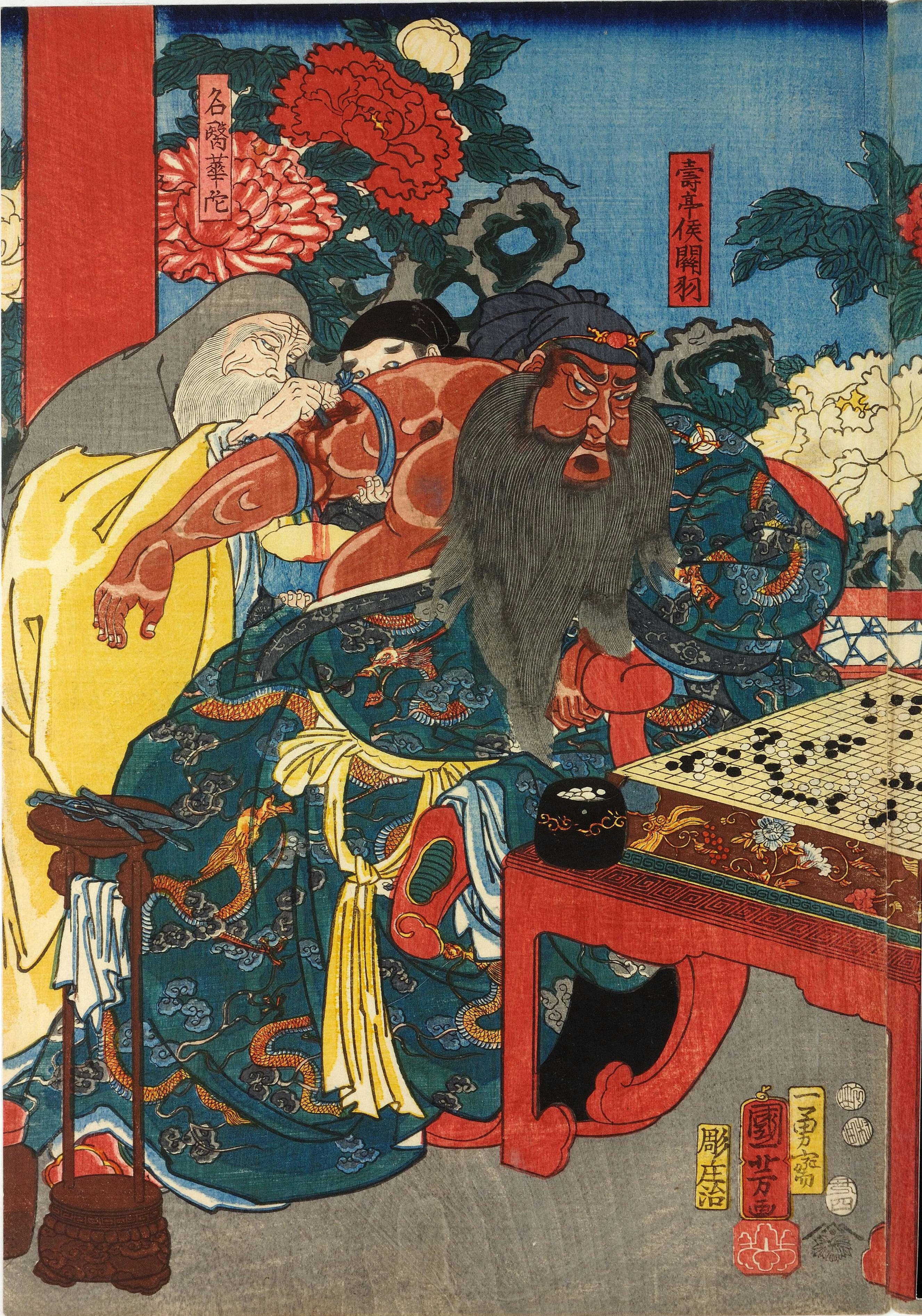
Guan Yu és atès pel metge Hua Tuo.
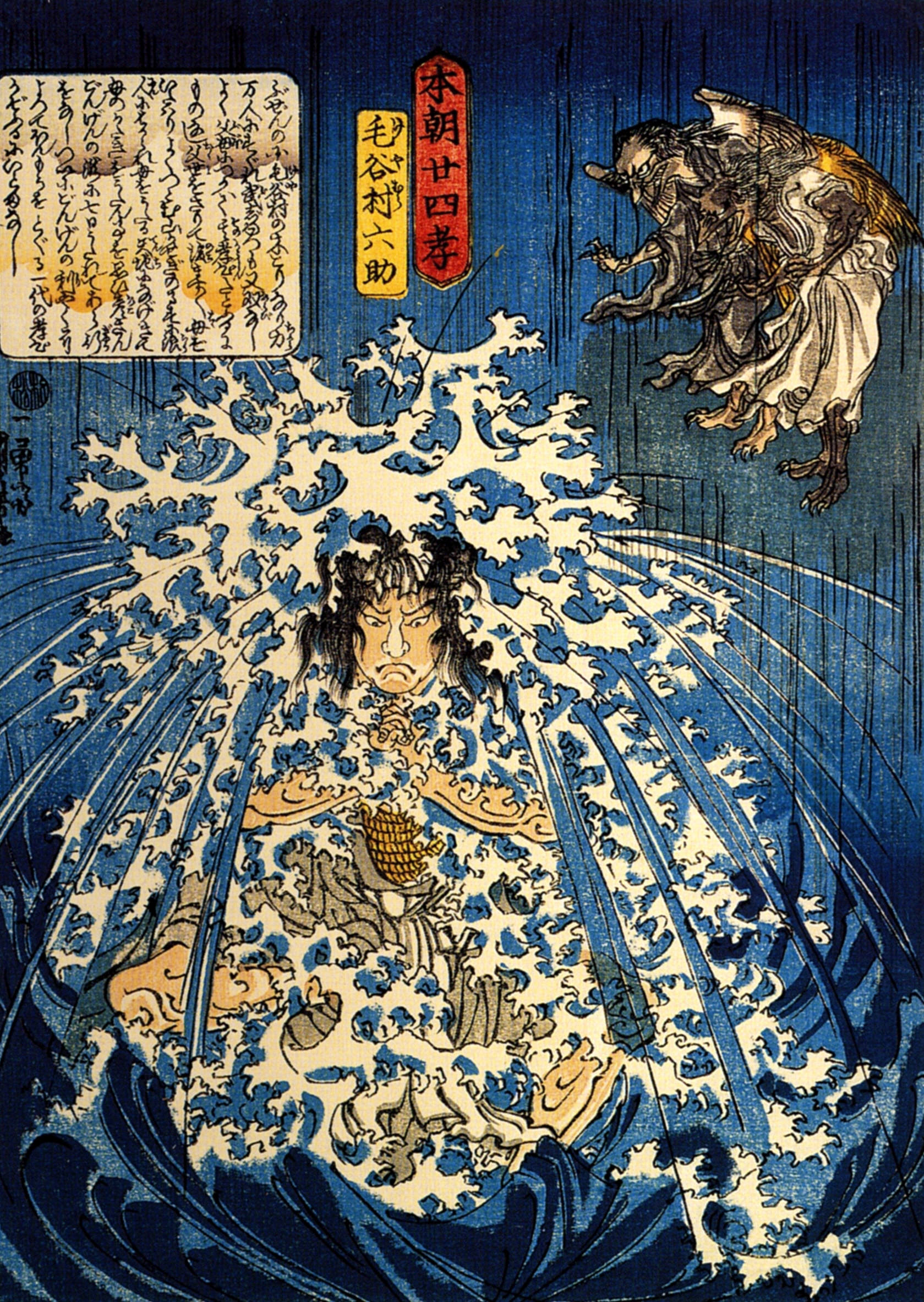
Keyamura Rokusuke sota la cataracta Hikosan Gongen
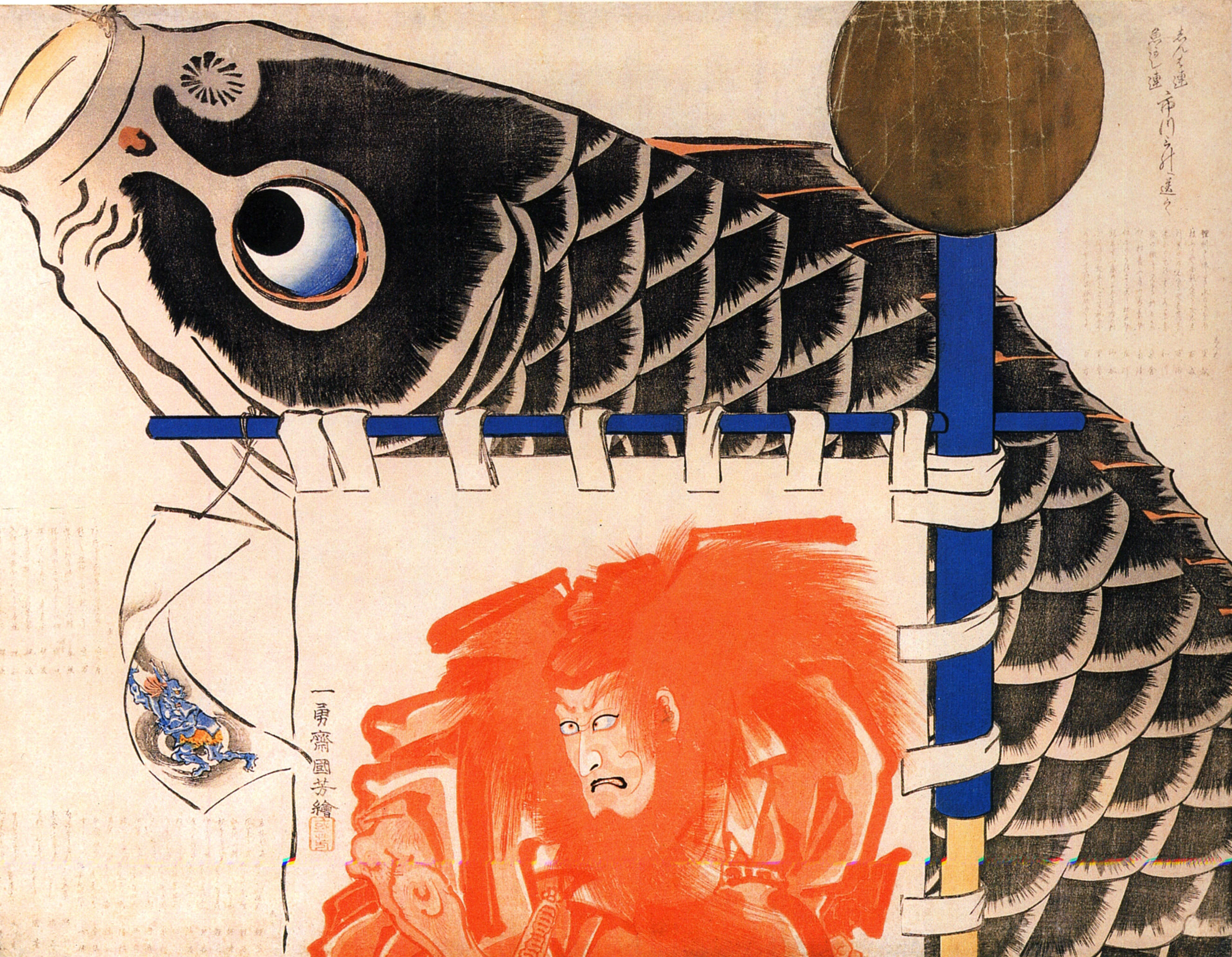
Pancartes per al festival de nens
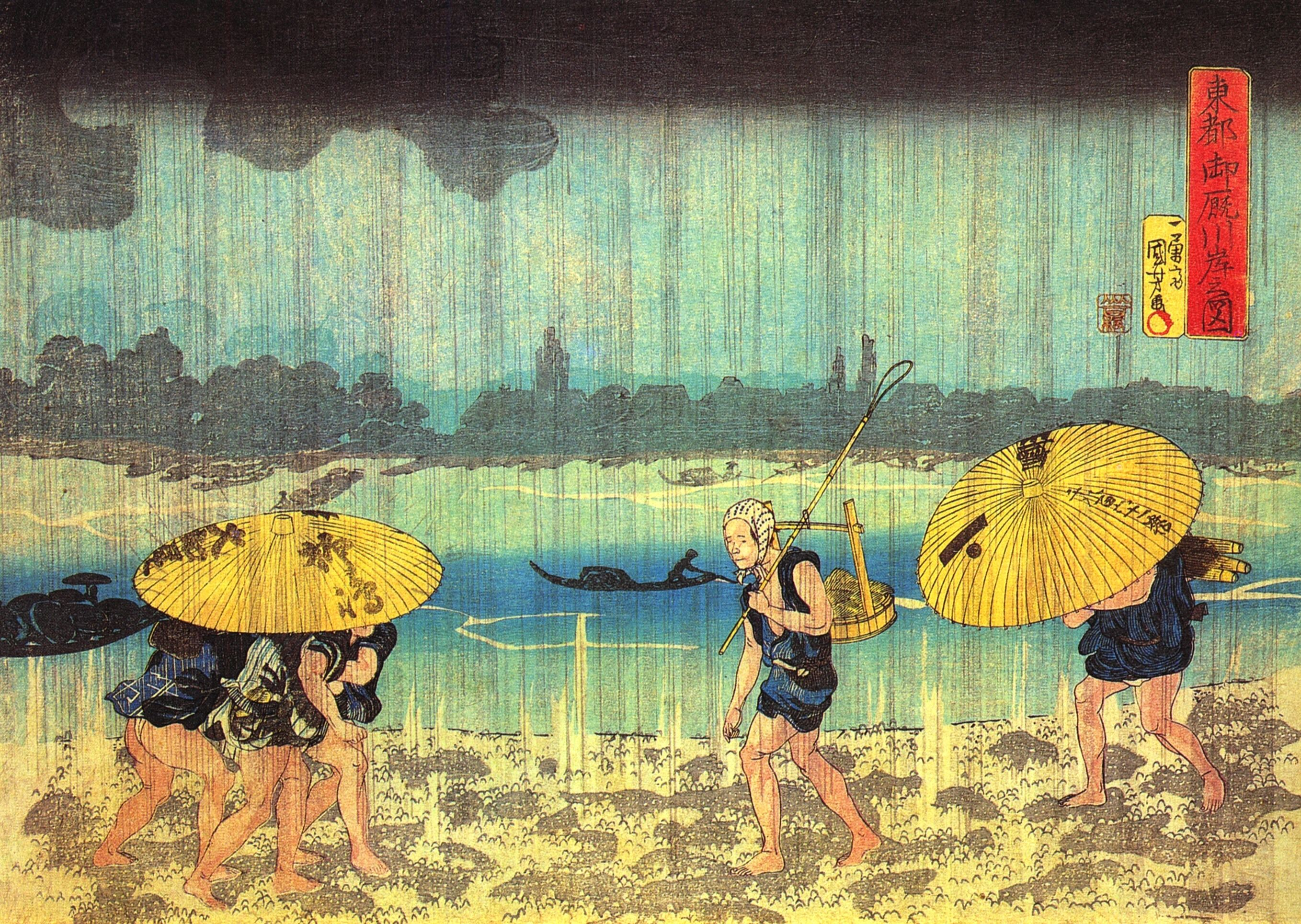
A la riba del riu Sumida
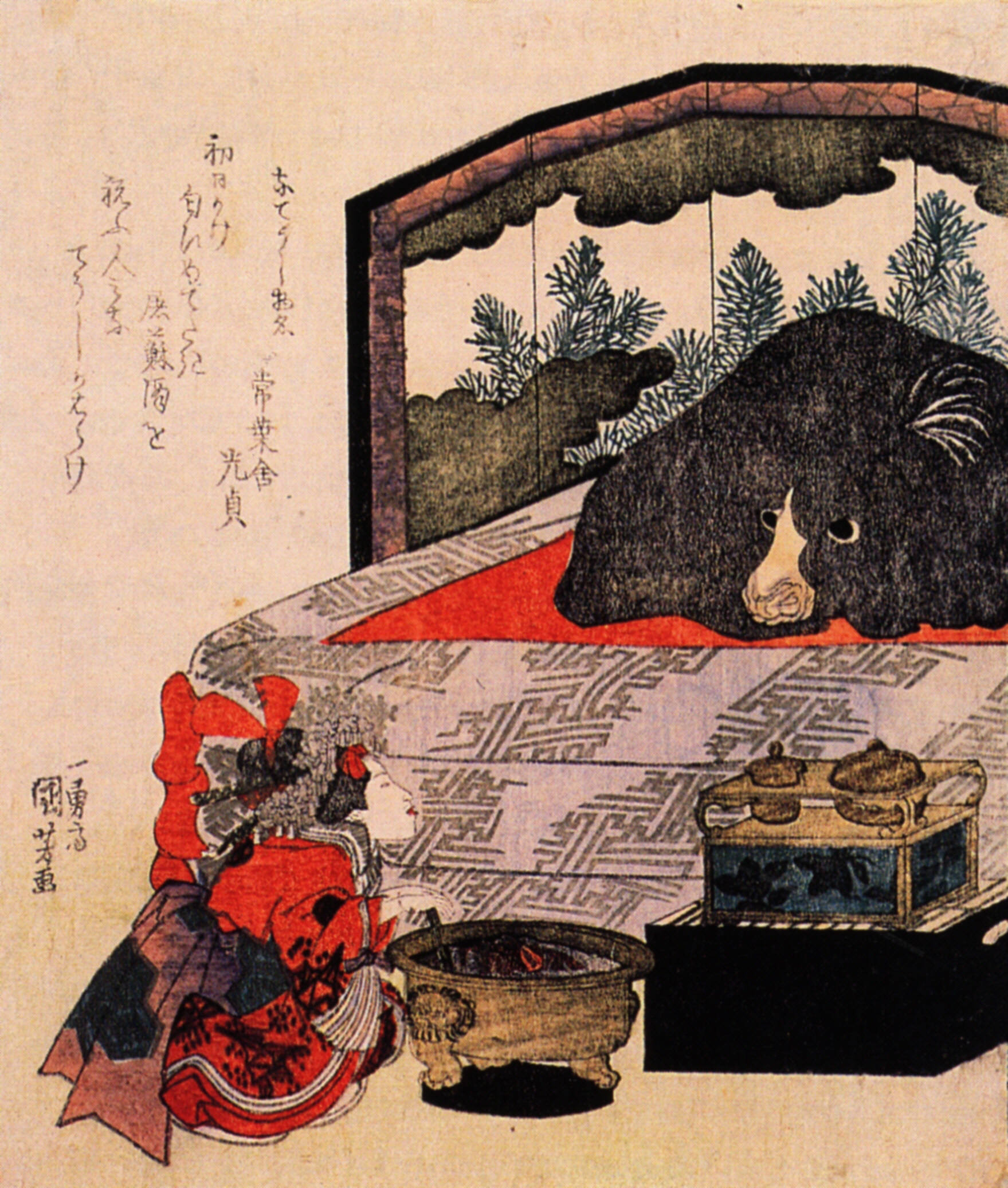
Cortesana en formació
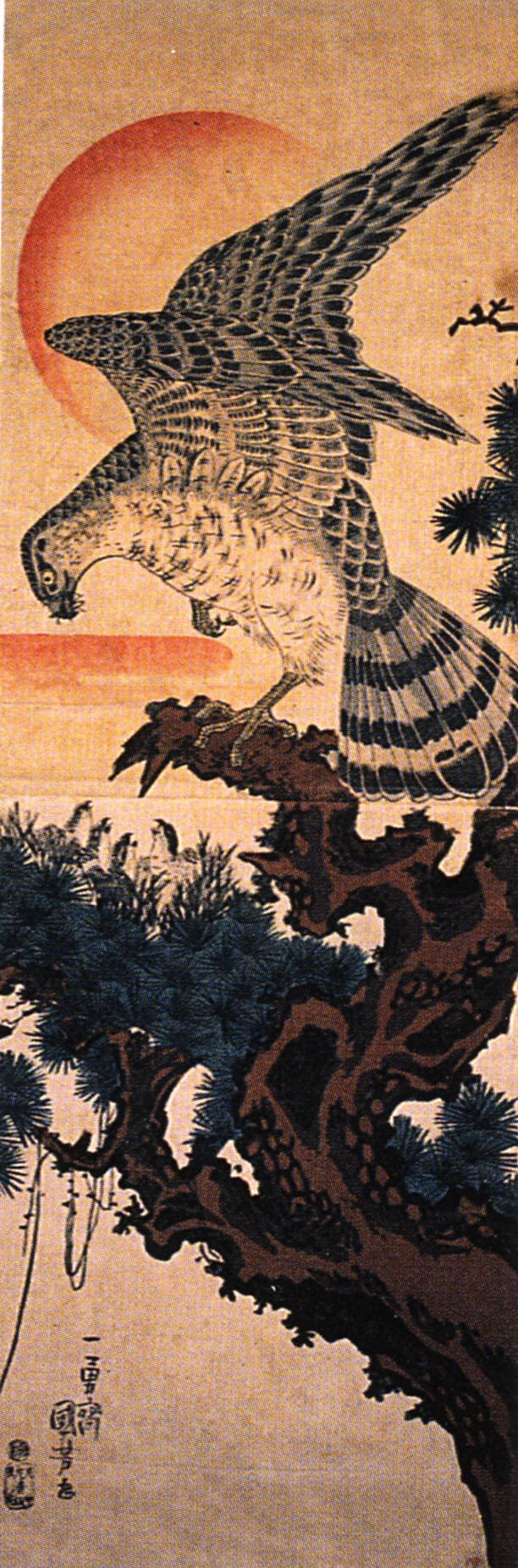
Falcó
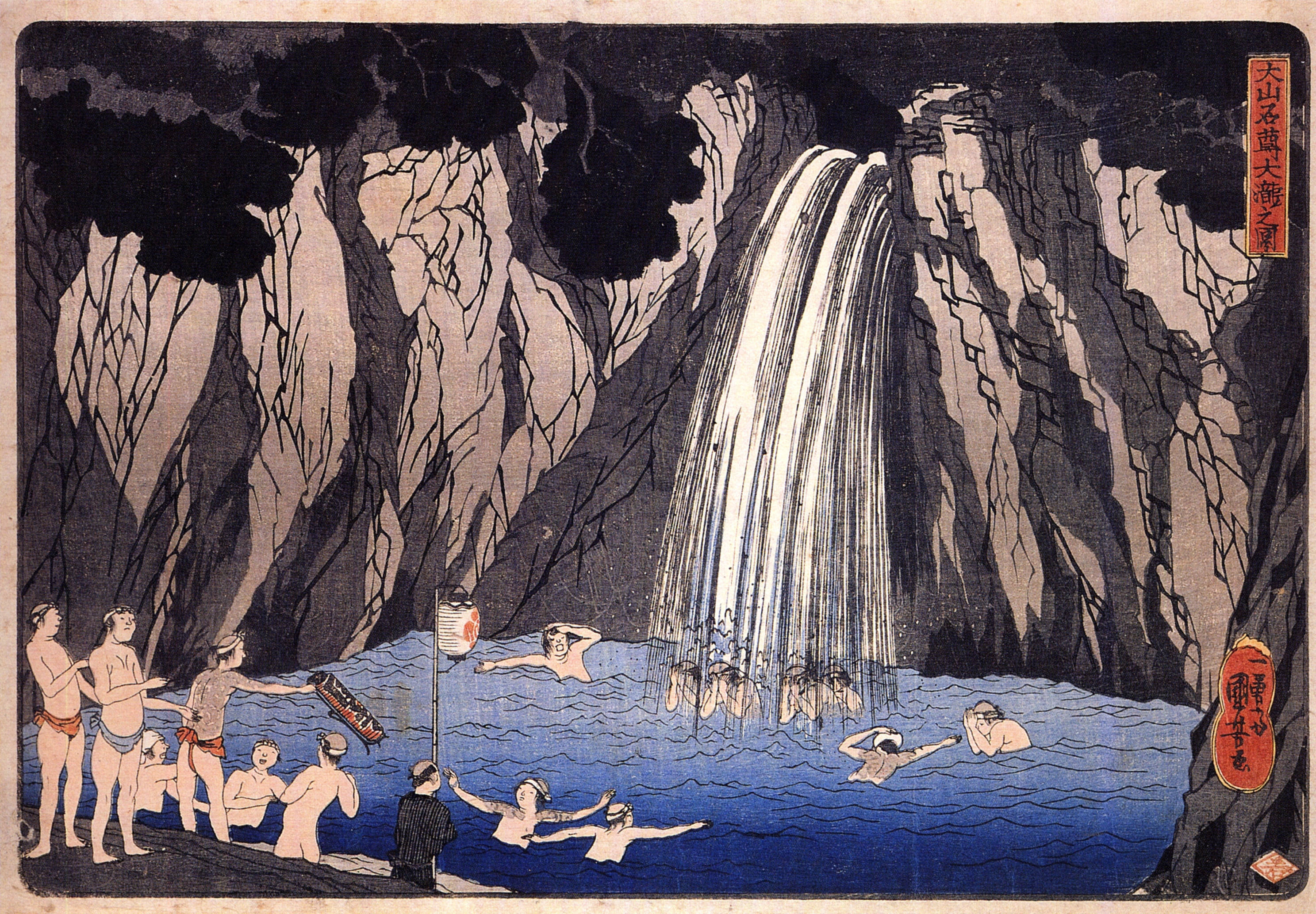
Peregrins a la cataracta
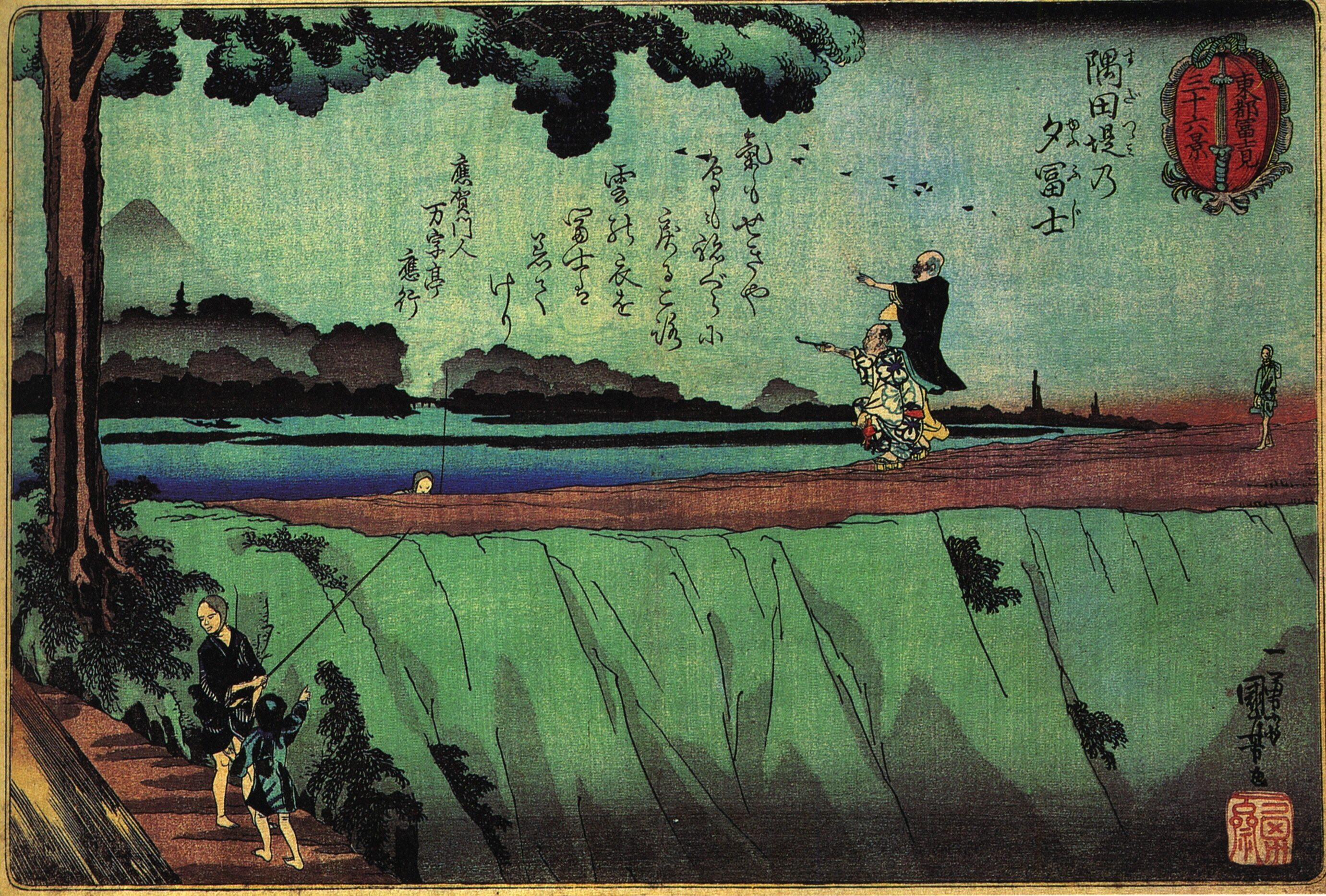
El mont Fuji des de Sumida
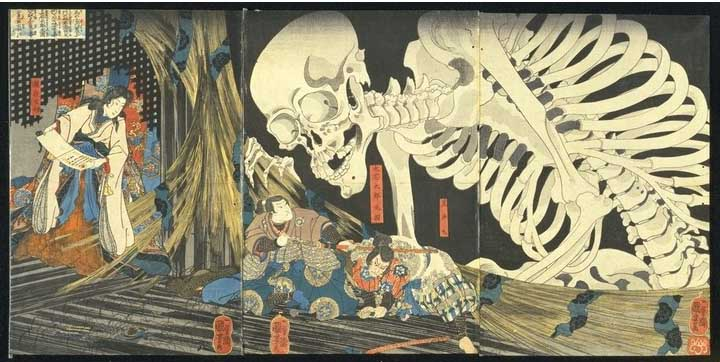
La bruixa Takiyasha i l'espectre esquelet
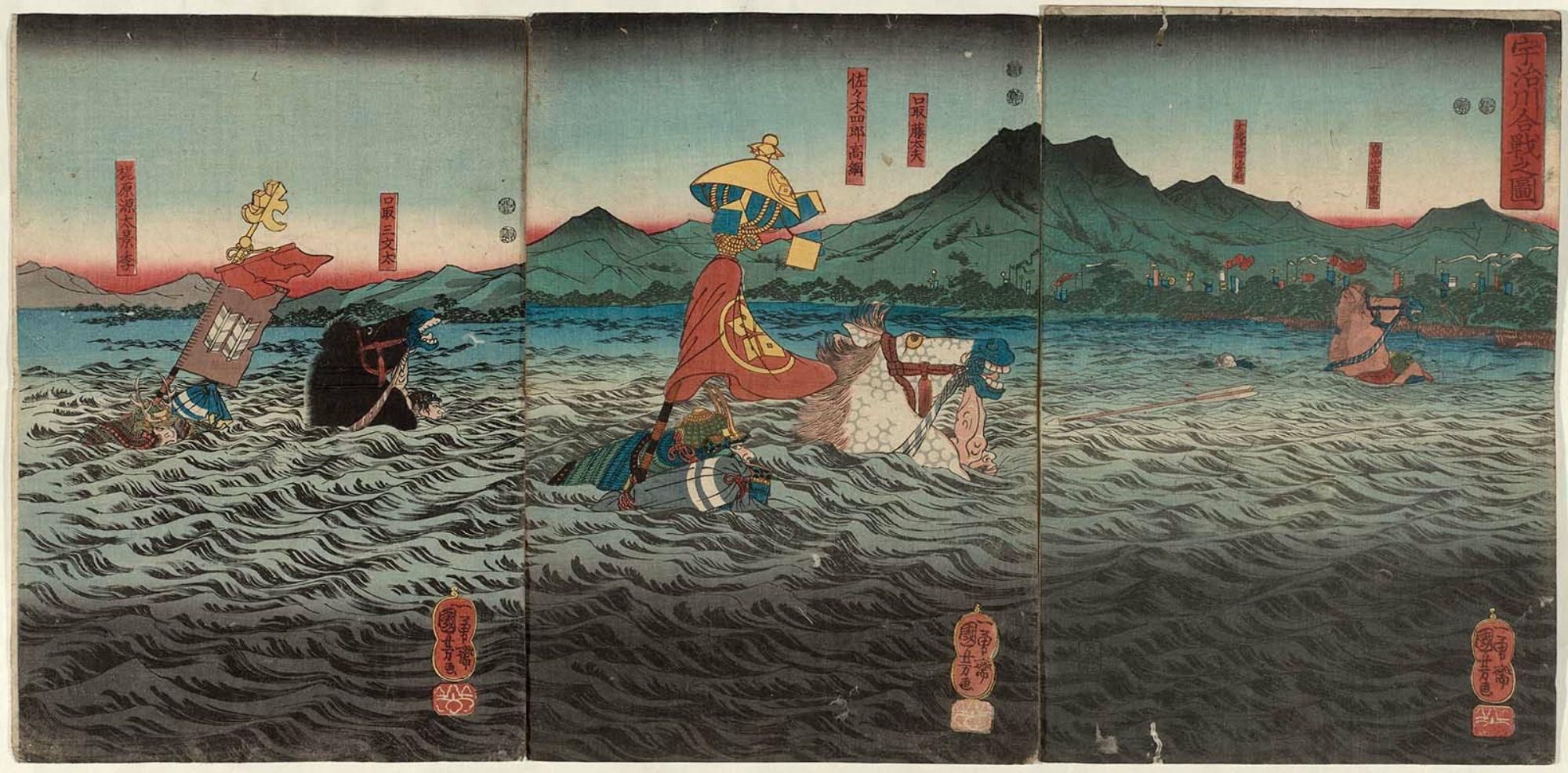
Kagesue, Takatsuna i Shigetada creuant el riu
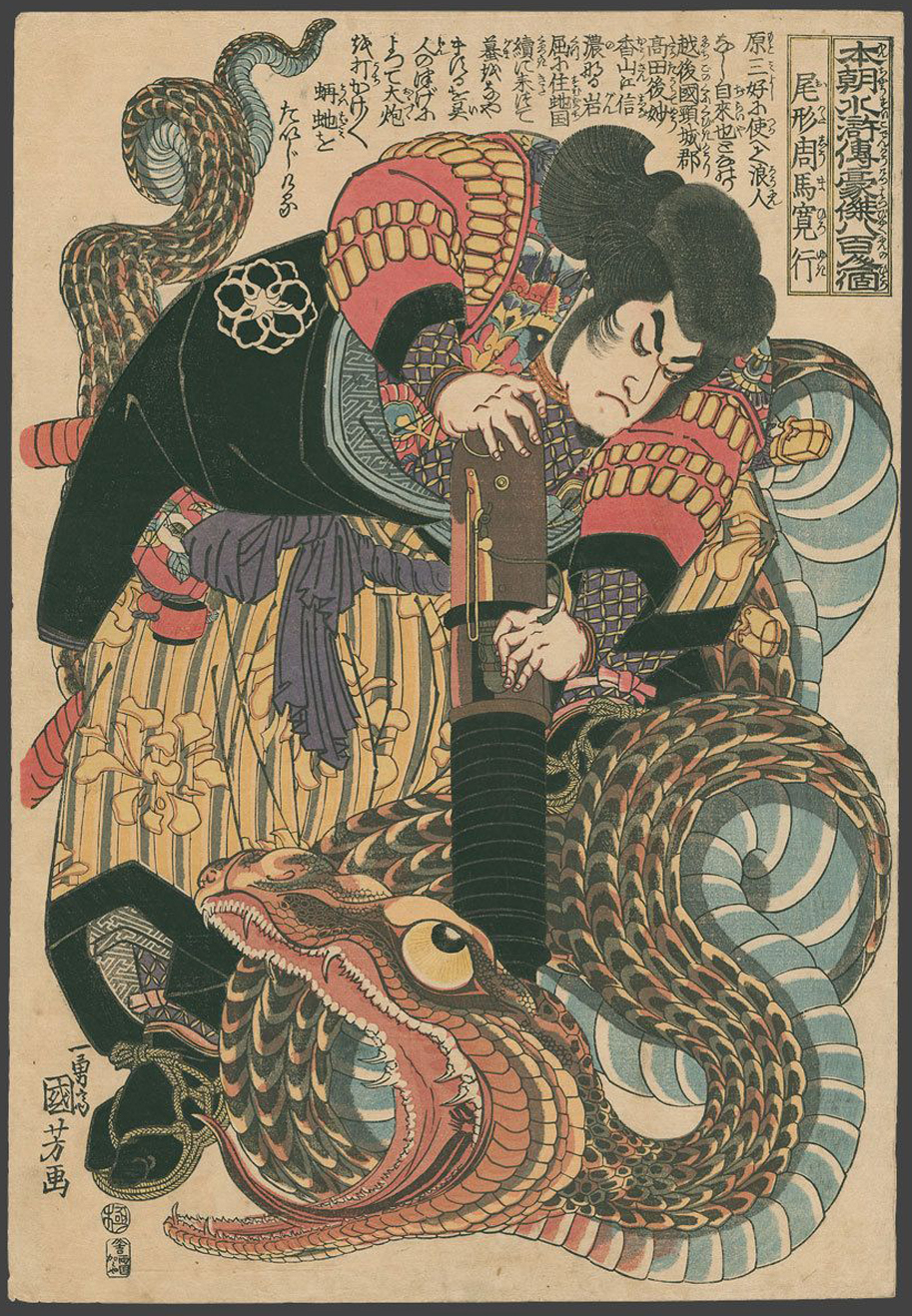
Vuit-cents herois del Suikoden del nostre país
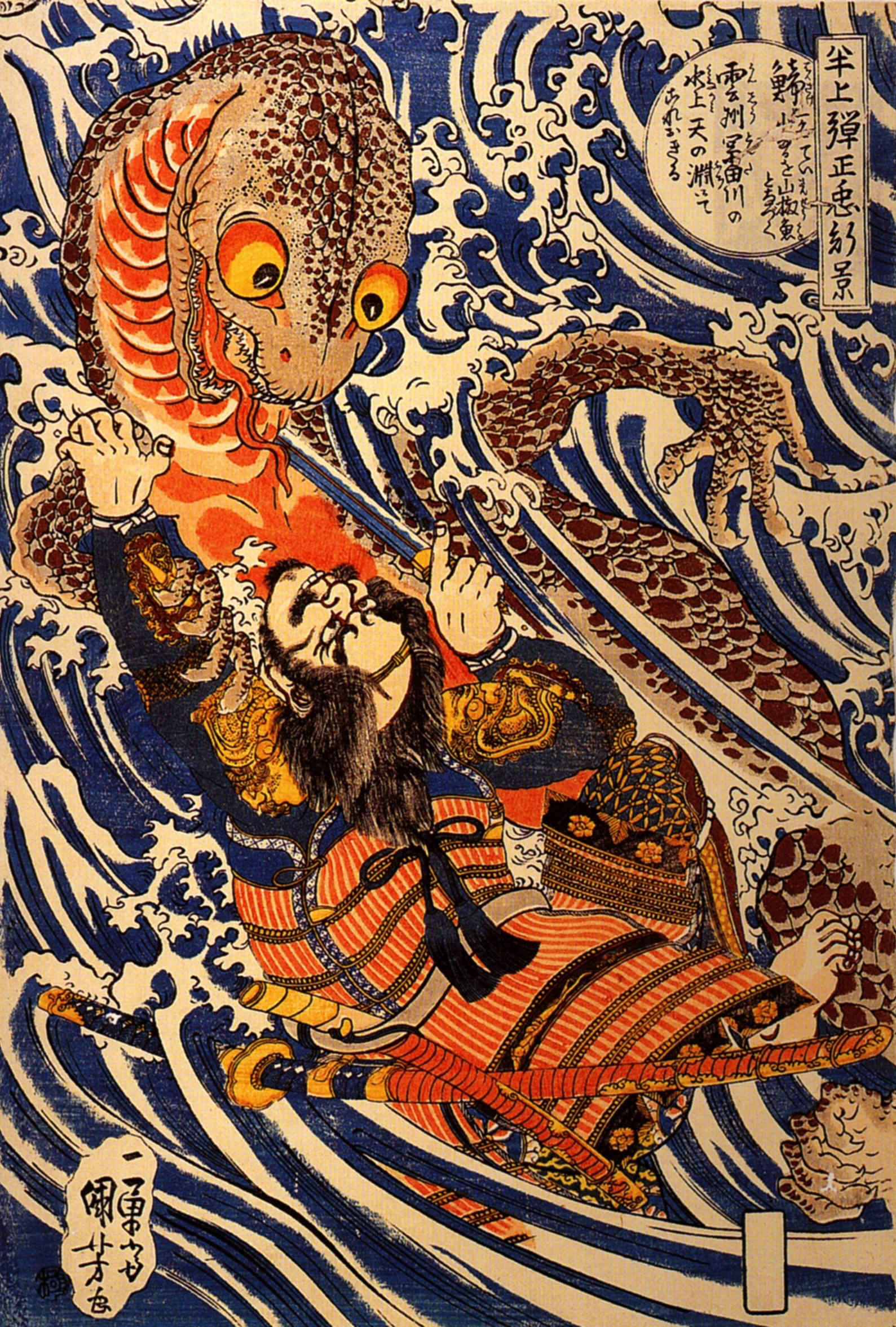
Hanagami Danjo no jo Arakage lluitant amb una salamandra gegant
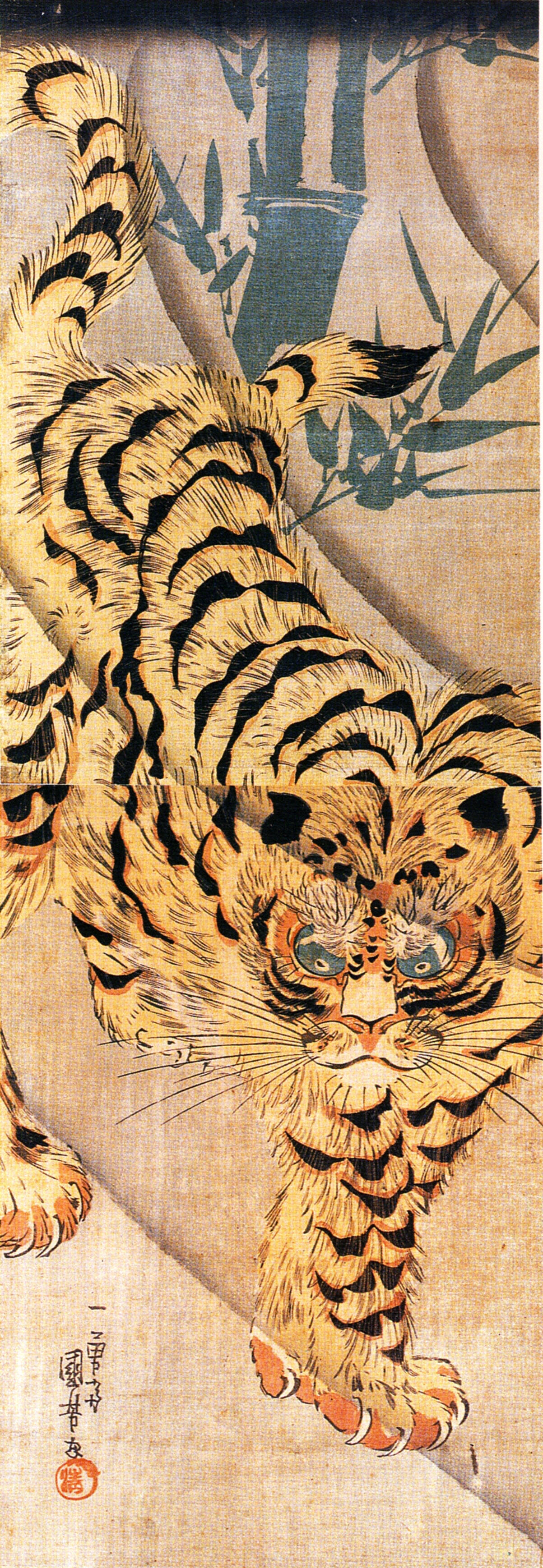
Un tigre
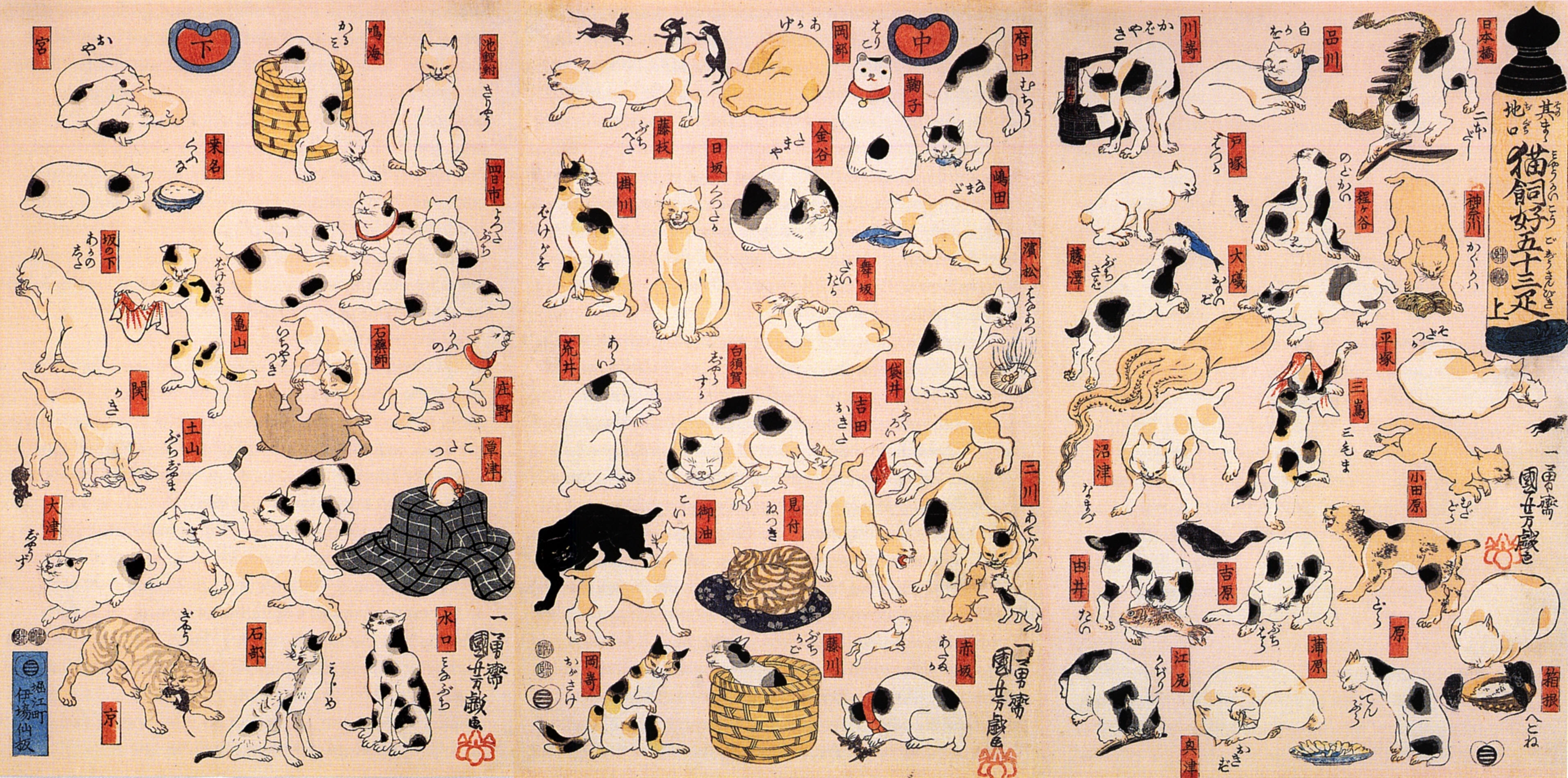
Gats suggerint Les cinquanta-tres estacions del Tokaido
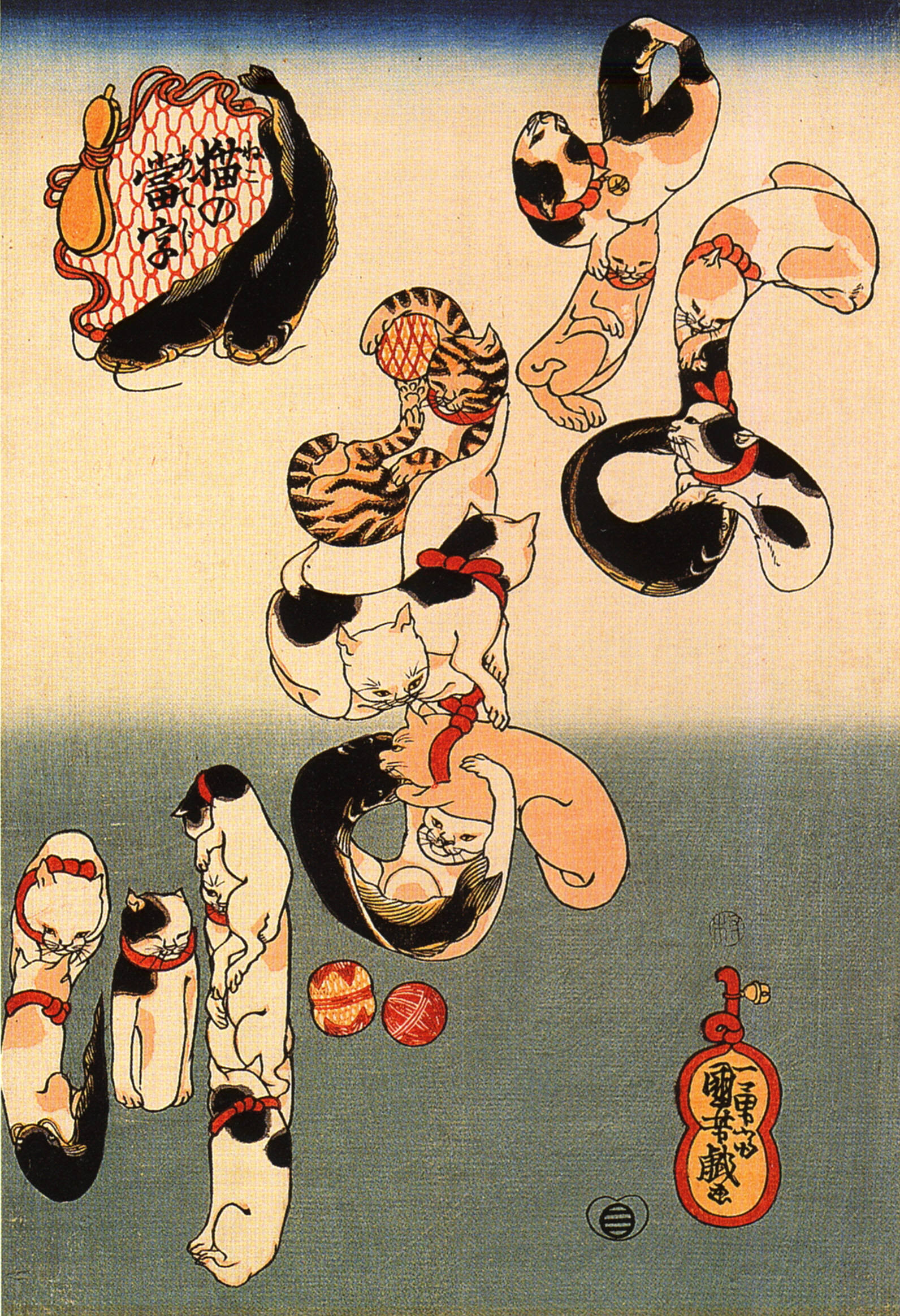
Gats formant els caràcters de "peix gat"
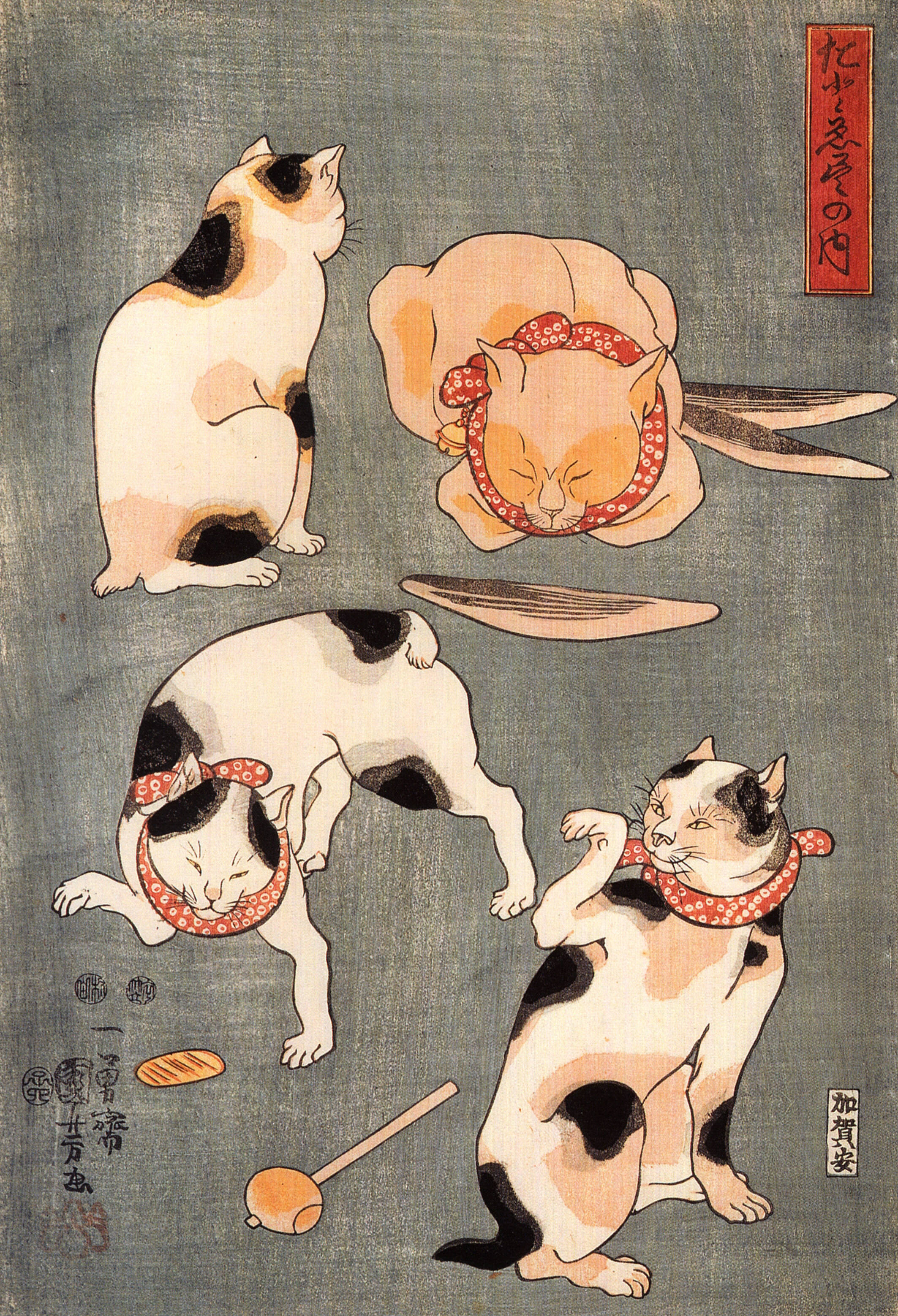
Quatre gats en diferents postures
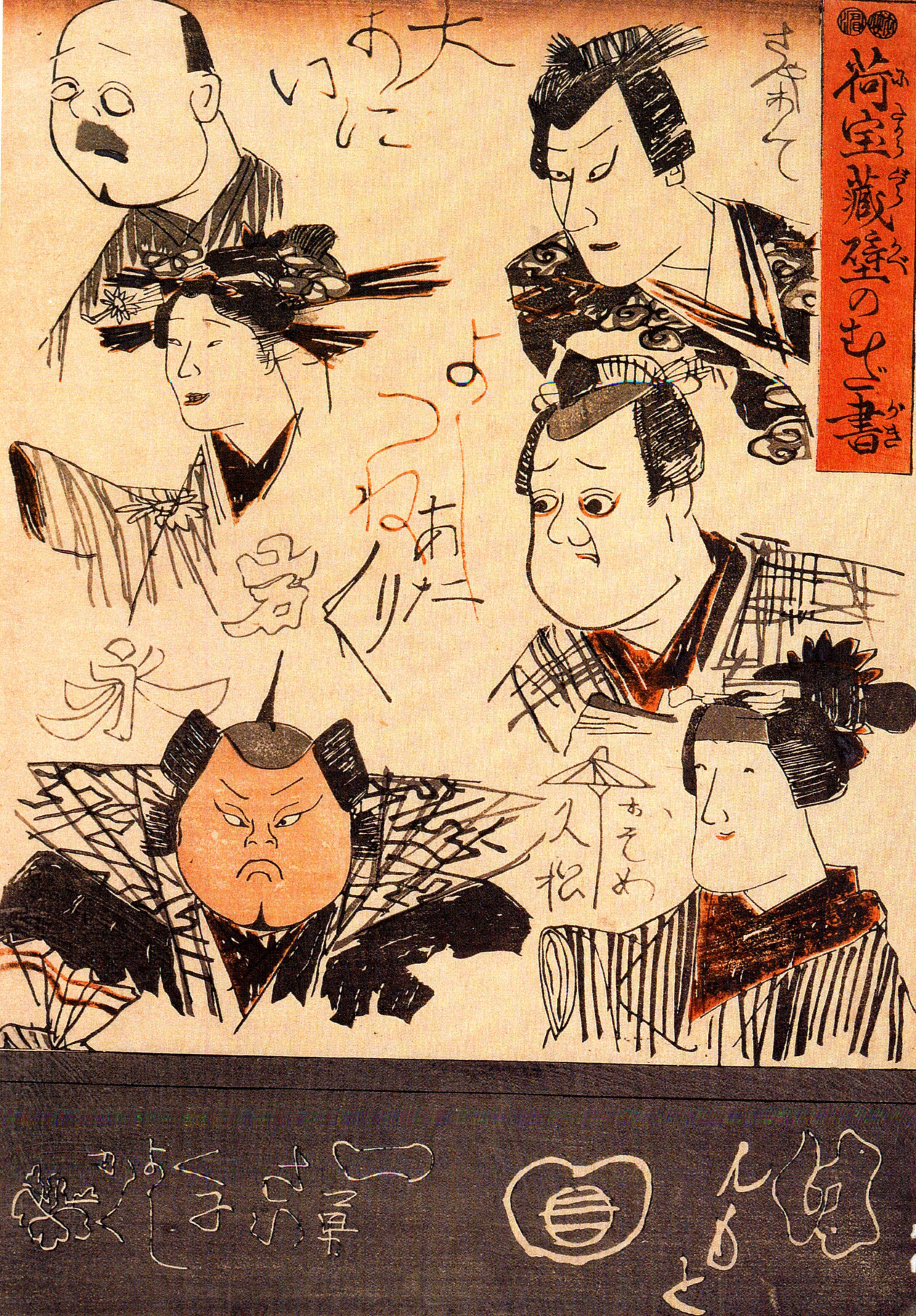
Guixant la paret del magatzem
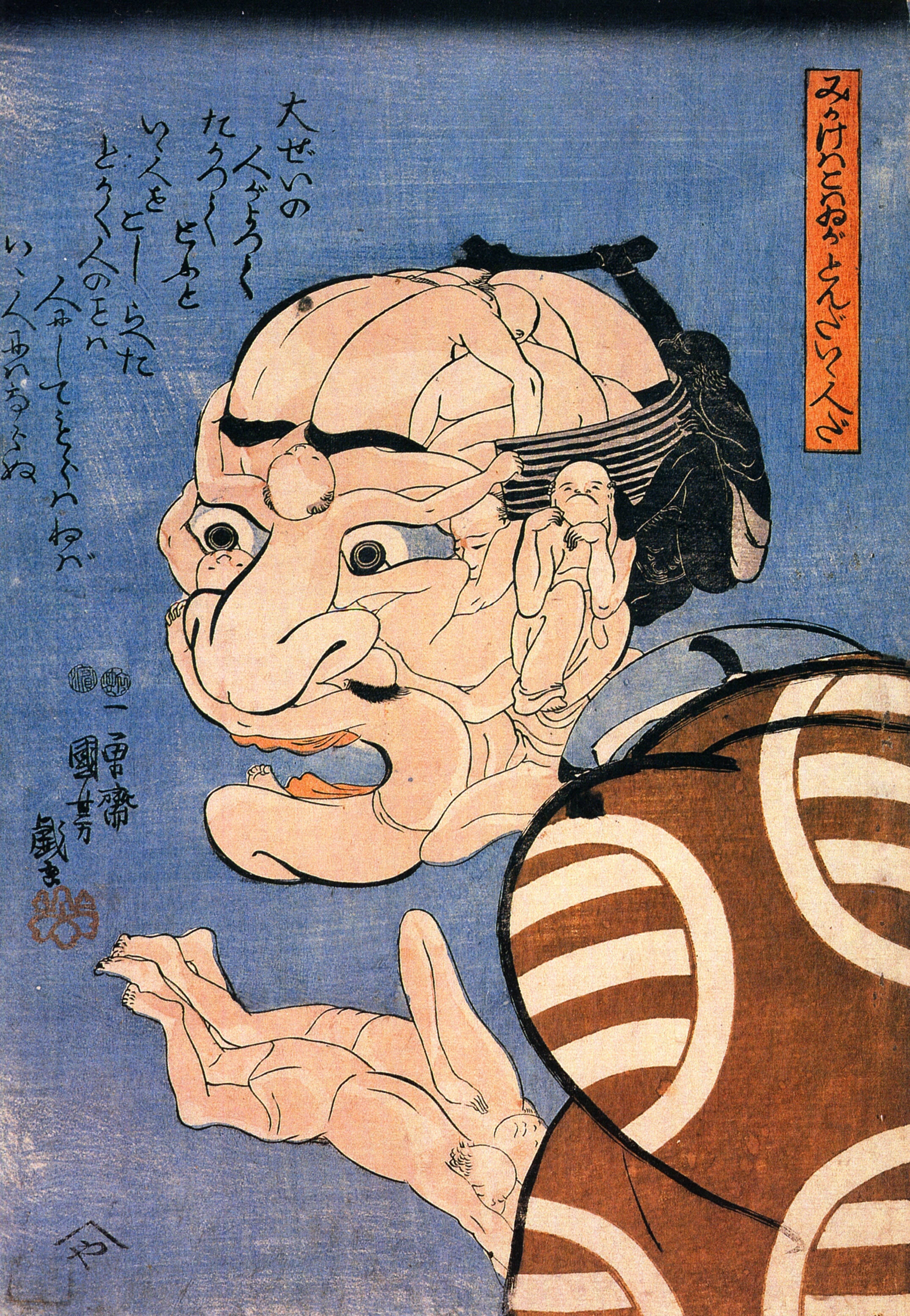
A primer cop d'ull sembla molt feroç, però en realitat és un bon home
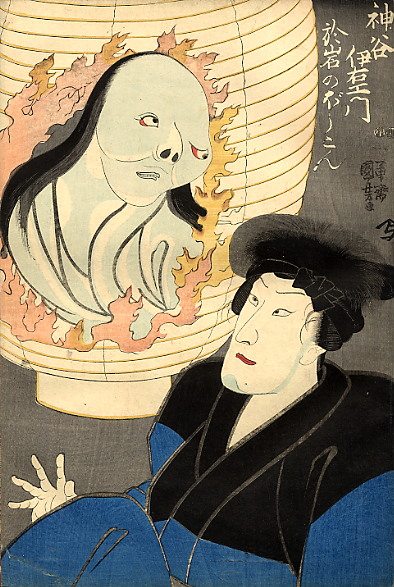
El fantasma de la llanterna
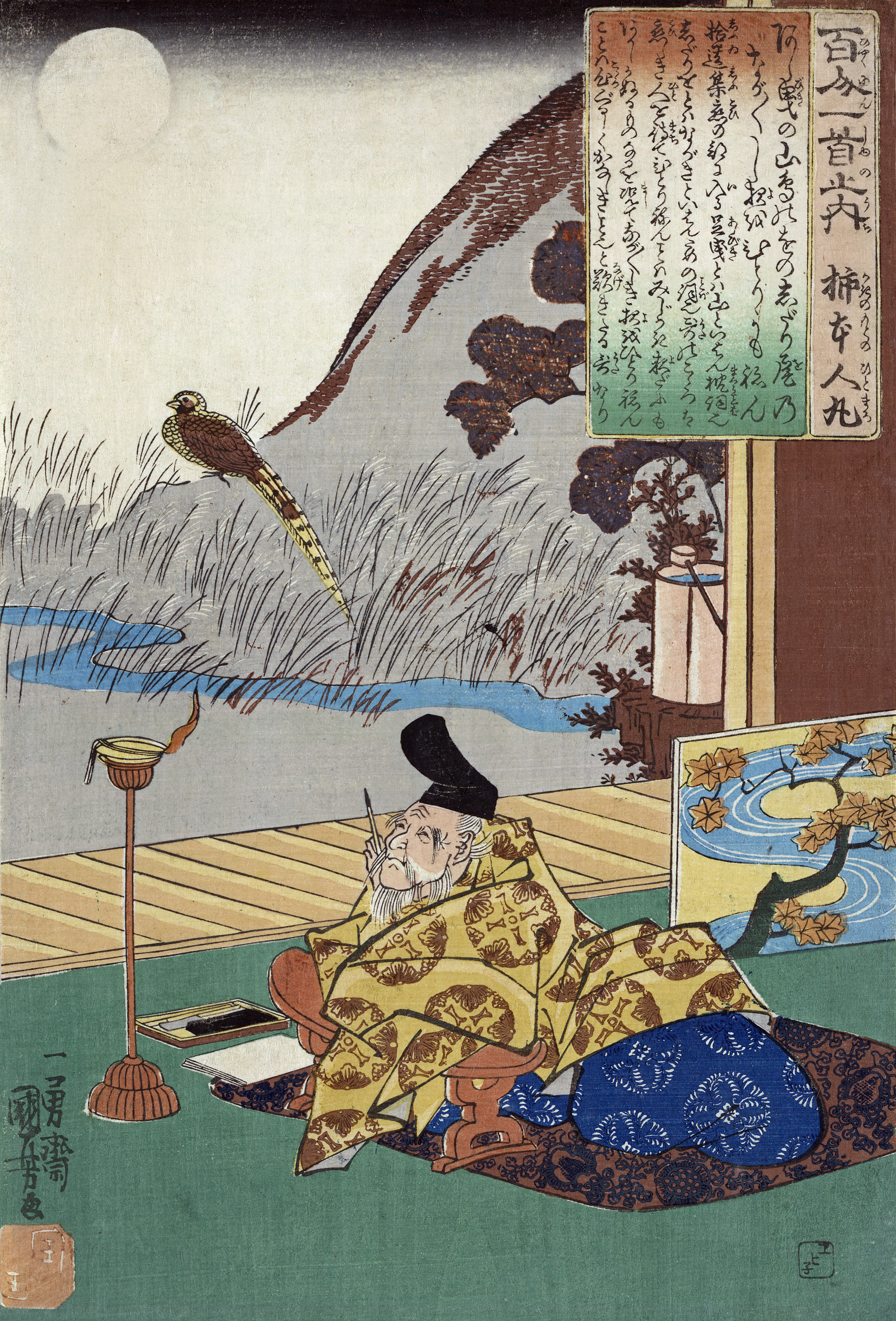
Kakinomoto no Hitomaro